# Pandur II
El Pandur II es una nueva variante del Pandur diseñado por General Dynamics/Steyr-Daimler-Puch.
La versión básica del Pandur II está configurada para llevar a un conductor, el artillero, y el comandante con ocho tropas totalmente equipadas. Otras versiones de la familia Pandur II son: vehículo de mando, vehículo anfibio, cazacarros, vehículo de expedición y ambulancia.

## Armamento
El Pandur II  incorpora la torreta del ASCOD Pizarro / Ulan una SP 30  de visón nocturna y control de tiro digital, con un cañón estabilizado Mauser de 30mm y una ametralladora coaxial de  7.62mm, o un cañón de 105mm (90 mm en los vehículos de seis ruedas) en la versión cazacarros. 

## Blindaje
El Pandur II proporciona  protección contra munición del 12.7 mediante blindaje laminado de 14.5 mm. 
El compartimento de personal puede ser equipado con aire acondicionado, sistema de protección de NBQ y antincendios. Las tropas son capaces de embarcar o desembarcar rápidamente por dos puertas y una rampa en la parte trasera del vehículo. 

## Prestaciones
El Pandur II desarrolla una velocidad máxima de 105km por hora y una movilidad excelente en condiciones de-35 °C a +50 °C.
Es totalmente anfibio gracias a dos waterjets, pudiendo vadear una profundidad de 1,5 m. El vehículo alcanza una velocidad de 10 km/h en el agua.
Puede ser transportado en un avión C-130.

## Operadores
- Austria - Opera 129 unidades[1]
- Portugal - Opera 260 unidades, 240 para el ejército de tierra y 20 para la infantería de marina, fabricados localmente bajo licencia por Fabrequipa.[1]
- República Checa - Opera 199 unidades. Fabricados bajo licencia por la empresa Excalibur.[1]

### Posibles operadores
- Gabón - En pruebas

### Ofertas fallidas
- Argentina - propuesta israelí de Pandur II EVO con equipos provistos por Elbit Systems, evaluada en 2024. Se a aceptado, la oferta de los Stryker. Desechando la oferta de Elbit Systems.[2]

- Chile - Ejército de Chile: Pandur II concursa en la licitación del proyecto cromo que busca reemplazar a los envejecidos Mowag Piranha del Ejército de Chile. Se espera, la coproducción con FAMAE, DTS defensa y SISDEF. Entre 450 a 500 unidades a fabricar, compite con Patria AMV - Terrex ICV - Freccia IFV - K808 White Tiger - BMC ALTUG 8X8 - ARMA 8X8 Otokar - Stryker - Iveco SuperAV.[3][4][5]

- Desclasificado del proyecto Cromo junto con Freccia IFV y M1126 Stryker. Fue desclasificado por el motor diésel Cummins ISLe HPCR de 540 HP, el Caterpillar C9 de 525 HP y el Cummins QSC 8.3 de 500 HP por no cumplir con el requerimiento del proyecto, mínimo de motores turbo diésel Euro V o superior con una potencia mínima de 550 HP y un torque mínimo de 2.500 Nm.
- El proyecto Cromo ha sido modificado y ampliado para contemplar, tres lotes de adquisición de un modelo de vehículos blindados de transporte de persona, además de un lote adicional destinado a un modelo de vehículo de alta movilidad. La primera fase prevé la compra de 80 unidades de transporte blindado de personal, la segunda 100 y la tercera más de 300 vehículos coproducidos. Los modelo de vehículo de alta movilidad en competencia son Roshel Senador, Oshkosh L-ATV, Otokar Cobra II, Hunter TR-12 y el Hawkei.

### Desarrollos relacionados
- Pandur

### Vehículos similares
- FNSS PARS
- VBCI
- BTR-90
- MOWAG Piranha
- Boxer MRAV
- Patria AMV
- VBM Freccia
- BTR-3
- Stryker
- ZBL-09